# GOLDEN☆BEST 松村雄基
『GOLDEN☆BEST 松村雄基』（ゴールデン☆ベスト まつむらゆうき）は、松村雄基のベスト・アルバム。2008年1月23日に発売。発売元は、Sony Music Direct。

## 解説
各レコード会社から発売されているゴールデン☆ベストシリーズの中の1枚で、1980年にテレビドラマ出演で芸能界デビューした松村雄基の廉価版ベスト・アルバム。
1990年代以降は主に俳優業がメインとなっているが、クリスマス・シーズンにディナーショーが開催されるなど歌手としても活動している。本ベスト盤ではデビュー・シングル「セクシーNo.1」をはじめ、1980年代に発表された楽曲が収録されている。

## 収録曲
1. セクシーNo.1　（3:00）[4]
2. レイニー　（4:01）[4]
3. ロンリー・デイ　（3:19）[4]
4. 踊れ! 恋人　（3:22）[4]
5. 横を向くな、ためらうな　（2:57）[4]
6. 誘惑星　（3:40）[4]
7. 夏のナイフ　（3:21）[4]
8. 帰りな　（3:06）[4]
9. Only You　（4:13）[4]
10. さまよう世代（Stray Age）　（3:29）[4]
11. 気になる HEY GIRL　（3:30）
12. 我武者羅　（3:50）[4]
13. Night Game　（4:14）[4]
14. 君との日々　（4:16）[4]
15. Dance & Dance　（3:36）[4]
16. Tokyo Night　（3:35）[4]
17. Return Match　（2:54）[4]
18. 遠く離れても　（4:01）[4]
19. 青春メモリー　（3:15）[4]
20. ままならない風が吹く　（4:39）[4]
21. ふたりの距離　（4:54）[4]